# Khúc côn cầu trên cỏ tại Đại hội Thể thao châu Á 2022 – Vòng loại Nữ
Vòng loại nữ Đại hội thể thao châu Á 2022 là giải đấu vòng loại của nữ cho nội dung khúc côn cầu trên cỏ tại Đại hội Thể thao châu Á 2022. Giải đấu được tổ chức từ ngày 6 đến ngày 14 tháng 6 năm 2022 tại Jakarta, Indonesia và chọn ra sáu đội hàng đầu đủ điều kiện tham dự Đại hội Thể thao châu Á 2022.

## Các đội
- Hồng Kông
- Kazakhstan
- Indonesia
- Campuchia
- Uzbekistan
- Sri Lanka
- Singapore

## Kết quả
| VT | Đội           | ST | T | H | B | BT | BB | HS  | Đ  | Giành quyền tham dự          |
| -- | ------------- | -- | - | - | - | -- | -- | --- | -- | ---------------------------- |
| 1  | Hồng Kông     | 6  | 5 | 0 | 1 | 22 | 1  | +21 | 15 | Đại hội Thể thao châu Á 2022 |
| 2  | Kazakhstan    | 6  | 5 | 0 | 1 | 23 | 6  | +17 | 15 | Đại hội Thể thao châu Á 2022 |
| 3  | Singapore     | 6  | 4 | 1 | 1 | 19 | 2  | +17 | 13 | Đại hội Thể thao châu Á 2022 |
| 4  | Uzbekistan    | 6  | 3 | 0 | 3 | 14 | 11 | +3  | 9  | Đại hội Thể thao châu Á 2022 |
| 5  | Indonesia (H) | 6  | 2 | 1 | 3 | 10 | 7  | +3  | 7  | Đại hội Thể thao châu Á 2022 |
| 6  | Sri Lanka     | 6  | 1 | 0 | 5 | 10 | 30 | −20 | 3  | Đại hội Thể thao châu Á 2022 |
| 7  | Campuchia     | 6  | 0 | 0 | 6 | 0  | 41 | −41 | 0  |                              |

| 6 tháng 6 năm 2022 16:00 |

| Hồng Kông                                        | 5–0     | Campuchia |
| ------------------------------------------------ | ------- | --------- |
| Cheung 10' · Yick 12' · Chuen 25' · Law 43', 45' | Báo cáo |           |

| Trọng tài: Nur Hafizah Azman (MAS) Tita Sari (INA) |

| 6 tháng 6 năm 2022 18:00 |

| Kazakhstan  | 1–0     | Indonesia |
| ----------- | ------- | --------- |
| Lobanova 7' | Báo cáo |           |

| Trọng tài: Ornpimol Kittiteerasopon (THA) Minami Inamoto (JPN) |

| 7 tháng 6 năm 2022 14:00 |

| Sri Lanka                                                          | 5–0     | Campuchia |
| ------------------------------------------------------------------ | ------- | --------- |
| Muthukuttige 31' · Kaluarachchige 43', 47' · Perera 48' · Hewa 60' | Báo cáo |           |

| Trọng tài: Mok Moka (HKG) Alizah Puteri (INA) |

| 7 tháng 6 năm 2022 16:00 |

| Hồng Kông                     | 4–0     | Uzbekistan |
| ----------------------------- | ------- | ---------- |
| Cheung 6', 36', 57' · Lau 47' | Báo cáo |            |

| Trọng tài: Ornpimol Kittiteerasopon (THA) Rahimah Aziz (SGP) |

| 7 tháng 6 năm 2022 18:00 |

| Singapore | 0–0     | Indonesia |
| --------- | ------- | --------- |
|           | Báo cáo |           |

| Trọng tài: Nur Hafizah Azman (MAS) Assel Mukasheva (KAZ) |

| 8 tháng 6 năm 2022 16:00 |

| Kazakhstan                       | 2–0     | Uzbekistan |
| -------------------------------- | ------- | ---------- |
| Bolganbayeva 55' · Bissirova 56' | Báo cáo |            |

| Trọng tài: Mok Moka (HKG) Rahimah Aziz (SGP) |

| 8 tháng 6 năm 2022 18:00 |

| Singapore                                                 | 6–0     | Sri Lanka |
| --------------------------------------------------------- | ------- | --------- |
| Ng 6' · Francis 8', 19' · Tan 35' · Chua 44' · Johana 48' | Báo cáo |           |

| Trọng tài: Minami Inamoto (JPN) Tita Sari (INA) |

| 9 tháng 6 năm 2022 14:00 |

| Kazakhstan | 9–0     | Campuchia |
| --- | ------- | --------- |
| Makhanova 2' · Lyapina 4', 18' · Bolganbayeva 15' · Berdenova 21' · Izbassarova 36', 55' · Lobanova 38' · Utigenova 52' | Báo cáo |           |

| Trọng tài: Rahimah Aziz (SGP) Tamila Amridinova (UZB) |

| 9 tháng 6 năm 2022 16:00 |

| Hồng Kông                                    | 6–0     | Sri Lanka |
| -------------------------------------------- | ------- | --------- |
| Lau 3', 20' · Cheung 6', 32', 48' · Wong 13' | Báo cáo |           |

| Trọng tài: Nur Hafizah Azman (MAS) Minami Inamoto (JPN) |

| 9 tháng 6 năm 2022 18:00 |

| Uzbekistan            | 2–1     | Indonesia |
| --------------------- | ------- | --------- |
| Kakhramonova 33', 37' | Báo cáo | Anisa 59' |

| Trọng tài: Ornpimol Kittiteerasopon (THA) Assel Mukasheva (KAZ) |

| 10 tháng 6 năm 2022 16:00 |

| Singapore                                                            | 10–0    | Campuchia |
| -------------------------------------------------------------------- | ------- | --------- |
| Sim 12', 40', 45' · Johana 14', 36', 44' · Ng 18', 48' · Ho 20', 37' | Báo cáo |           |

| Trọng tài: Mok Moka (HKG) Tamila Amridinova (UZB) |

| 10 tháng 6 năm 2022 18:00 |

| Hồng Kông                           | 4–0     | Kazakhstan |
| ----------------------------------- | ------- | ---------- |
| Law 19', 32' · Chuen 44' · Chan 54' | Báo cáo |            |

| Trọng tài: Nur Hafizah Azman (MAS) Ornpimol Kittiteerasopon (THA) |

| 11 tháng 6 năm 2022 16:00 |

| Singapore        | 2–0     | Uzbekistan |
| ---------------- | ------- | ---------- |
| Ho 31' · Sim 47' | Báo cáo |            |

| Trọng tài: Minami Inamoto (JPN) Alizah Puteri (INA) |

| 11 tháng 6 năm 2022 18:00 |

| Sri Lanka   | 1–5     | Indonesia                                             |
| ----------- | ------- | ----------------------------------------------------- |
| Kumari 45+' | Báo cáo | Anisa 6', 7' · El Islamy 22' · Suwito 26' · Aulia 51' |

| Trọng tài: Rahimah Aziz (SGP) Mok Moka (HKG) |

| 12 tháng 6 năm 2022 16:00 |

| Kazakhstan                                                                                                 | 9–2     | Sri Lanka                 |
| --- | ------- | ------------------------- |
| Sabazova 10', 26' · Beisenbay 17', 37' · Lobanova 18' · Izbassarova 23', 58' · Makhanova 45' · Lyapina 47' | Báo cáo | Fernando 6' · Devadas 43' |

| Trọng tài: Ornpimol Kittiteerasopon (THA) Minami Inamoto (JPN) |

| 12 tháng 6 năm 2022 18:00 |

| Hồng Kông                        | 3–0     | Indonesia |
| -------------------------------- | ------- | --------- |
| Mountain 31' · Lau 47' · Lee 60' | Báo cáo |           |

| Trọng tài: Nur Hafizah Azman (MAS) Assel Mukasheva (KAZ) |

| 13 tháng 6 năm 2022 16:00 |

| Campuchia | 0–8     | Uzbekistan                                                     |
| --------- | ------- | -------------------------------------------------------------- |
|           | Báo cáo | Kakhramonova 4', 37', 49' · Khasanboeva 6', 19', 25', 30', 33' |

| Trọng tài: Mok Moka (HKG) Tita Sari (INA) |

| 13 tháng 6 năm 2022 18:00 |

| Singapore | 1–0     | Hồng Kông |
| --------- | ------- | --------- |
| Sim 49'   | Báo cáo |           |

| Trọng tài: Ornpimol Kittiteerasopon (THA) Tamila Amridinova (UZB) |

| 14 tháng 6 năm 2022 14:00 |

| Sri Lanka              | 2–4     | Uzbekistan                                              |
| ---------------------- | ------- | ------------------------------------------------------- |
| Hewa 23' · Devadas 54' | Báo cáo | Kakhramonova 5' · K. Adizova 11', 27' · Khasanboeva 15' |

| Trọng tài: Mok Moka (HKG) Alizah Puteri (INA) |

| 14 tháng 6 năm 2022 16:00 |

| Singapore | 0–2     | Kazakhstan                       |
| --------- | ------- | -------------------------------- |
|           | Báo cáo | Domashneva 15' · Izbassarova 20' |

| Trọng tài: Ornpimol Kittiteerasopon (THA) Nur Hafizah Azman (MAS) |

| 14 tháng 6 năm 2022 18:00 |

| Campuchia | 0–4     | Indonesia                                            |
| --------- | ------- | ---------------------------------------------------- |
|           | Báo cáo | Anisa 19' · Melinda 39' · Ronsumbre 54' · Suwito 56' |

| Trọng tài: Minami Inamoto (JPN) Rahimah Aziz (SGP) |